# يالطا
يالطا أو يَالِطَة (بالروسية/بالأوكرانية: Ялта) من المدن الساحلية السياحية الهامة في شبه جزيرة القرم. عقد فيها مؤتمر يالطا بين قادة الحلفاء في الحرب العالمية الثانية في فبراير 1945 ستالين وروزفلت وتشرشل.
تشهد المنطقة منذ أوائل 2014م أزمة سياسية بعدما قامت القوات المسلحة الروسية ببسط سيطرتها على شبه الجزيرة، واجرت استفتاء من بعده ضمت شبه الجزيرة إلى قوام روسيا الاتحادية والذي اعتبرته اوكرانيا ومعها المجتمع الدولي احتلال وتعدي على سيادة اوكرانيا ووحدة اراضيها.

## وصف
على الساحل الجنوبي لشبه جزيرة القرم، تقع مدينة يالطا وادعة وحالمة، محاطة بسلسلة جبال يالا بشكل نصف دائري، من الشمال والشمال الغربي جبل ايبيتريا ومن الشمال الشرقي هضبة نيكيتا التي تشكل قمة انياندا أعلى قمة لها (1474 متر فوق سطح البحر) تتخلل هذه الجبال الوديان، حيث يصب في مدينة يالطا اثنان من انهار الوديان هما اوتشانسو ويريكويكي ويكونا في بعض المنحدرات المرتفعة على شكل شلالات تراها من بعيد وأنت في قلب مدينة يالطا.
يالطا تقع في جمهورية القرم المتنازع عليها بين اوكرانيا وروسيا، بعد ضم الاخيرة لشبه الجزيرة عقب استفتاء جرى في مارس 2014. وهي جمهورية ذات حكم ذاتي ضمن جمهورية أوكرانيا(من 1991 إلى 2014)؛ وبعد ضمها لروسيا عام 2014 أصبحت جمهورية ضمن الاتحاد الروسي. تقع شبه جزيرة القرم جنوب البلاد ويحيط بها البحر الأسود من الجنوب والغرب، بينما يحدها من الشرق بحر أزوف، ومساحتها 2700 كيلومتر مربع، وسكانها 2,5 مليون نسمة، ويشكل الروس حوالي 68% منهم، والأوكران 21 %، والباقي من التتار المسلمين. وأهم مدنها هي العاصمة سيمفروبل،
وكانت عاصمتها فيما مضى مدينة باختشيساراي عندما كانت خاضعة لحكم خانات التتار، وتضم مدينة سيفاستوبول الميناء البحري الذي كان يأوي أسطول الاتحاد السوفيتي الضخم، والذي يأوي الآن أسطول البحر الأسود، وتعتبر سيفاستوبول مدينة المجد الروسي، ومدن أخرى أقل أهمية، مثل: كيرتش وفيادوسيا وبيلاغورسك وسوداك ودجانكوي.

## التاريخ
في القرن التاسع عشر أصبحت المدينة منتجعًا عصريًا للأرستقراطية والنبلاء الروسيين. أمضى ليو تولستوي الصيف هناك واشترى أنطون تشيخوف عام 1898 منزلاً هناك، حيث عاش حتى عام 1902؛ يالطا هي المكانة لقصة تشيخوف القصيرة، السيدة صاحبة الكلب "The Lady with the Dog"، وتم كتابة مسرحيات بارزة مثل The Three Sisters في يالطا. كانت المدينة مرتبطة ارتباطًا وثيقًا بالملوك. في عام 1889، انتهى القيصر ألكساندر الثالث من بناء قصر ماساندرا على بعد مسافة قصيرة من شمال يالطا، وقام نيكولاس الثاني ببناء قصر ليفاديا جنوب غرب المدينة في عام 1911.

## توأمة
ليالطا اتفاقيات توأمة مع كل من:
- رييكا
- غالاتس
- سالسومادجوري تيرمي
- أكابولكو [11]
- نيس
- بوتسوولي
- بادن بادن (2000 -)
- باطوم (29 يناير 2008 -)[12]
- إيلات
- رودس
- مارجيت
- أنطاليا [13]
- فلاديقوقاز
- يوجنو-ساخالينسك
- موسكو
- بارنو
- كالوغا
- سانتا باربارا
- سانيا
- أولان-أودي
- فوجيساوا
- خاشماز
- شرم الشيخ
- يريفان
- اللاذقية

## أعلام
- جوليا فاكولنكو
- فيرا ريبريك
- أرييل كوهن
- فالينتينا إيفاخنينكو
- بالميرو تولياتي

## مقالات ذات صلة
- ضم الاتحاد الروسي للقرم
- التدخل العسكري الروسي في أوكرانيا
- سيمفروبل
- سيفاستوبول